# The Element of Sonic Defiance
The Element of Sonic Defiance è un EP del gruppo punk rock Strung Out, pubblicato il 20 giugno 2000 dalla Fat Wreck Chords.

## Tracce
1. Mission To Mars
2. Scarecrow
3. Savant
4. Blew
5. Everyday
6. Razorblade
7. Jackie-O
8. Mephisto

## Formazione
- Jason Cruz - voce
- Jake Kiley - chitarra
- Rob Ramos - chitarra
- Chris Aiken - basso
- Jordan Burns - batteria